# Emanuel Biancucchi
Emanuel Adrián Biancucchi Cuccittini (Rosario, 28 luglio 1988) è un ex calciatore argentino, di ruolo centrocampista.

## Biografia
Emanuel Biancucchi è il cugino di Lionel Messi e il fratello di Maxi Biancucchi. Possiede anche la cittadinanza italiana.

## Carriera
Biancucchi crebbe nelle giovanili del Newell's Old Boys. Nel 2008 si trasferì al Monaco 1860 in Germania, dove giocò sia in prima, sia in seconda squadra. Nel gennaio 2011 sostenne un provino col Cesena, ma venne respinto. Poco dopo si trasferisce al Girona per una somma non rilevata. Nel 2011 passa all'Independiente, squadra militante nella massima serie paraguaiana. Nel 2013 viene acquistato dall'Olimpia, squadra militante nella medesima serie.